# Jeszenőremete
Jeszenőremete (1899-ig Felső-Remete, szlovákul: Vyšné Remety) község Szlovákiában, a Kassai kerület Szobránci járásában.

## Fekvése
Szobránctól 10 km-re északra, a Vihorlát hegység lábánál fekszik.

## Története
A 14. században „Remethe al. nom. Jezenew” alakban említi először oklevél. Német jogon épült fel a század második felében. A falut magát 1412-ben említik először, de 1437-ben a 65 portából már 28 üresen állt. A lakosok között még voltak németek, de a nevek a ruszin elem erős jelenlétére utalnak, akik valószínűleg a szomszédos, pásztori jogon alapított Felsőhalasból hatoltak be. 1449-ben „Olahremethe” néven tűnik fel, jelezve az oláh pásztorok betelepülését. Később a lakosság elszlovákosodott.
A 18. század végén, 1799-ben Vályi András így ír róla: „REMETE. Sáros Remete, és Felső Remete. Két falu Ungvár Vármegyében, földes Urai több Uraságok, lakosaik katolikusok, és másfélék, fekszenek Tibéhez nem meszsze, mellynek filiáji, határbéli földgyeik közép termékenységűek, vagyonnyaik külömbfélék.”
Fényes Elek 1851-ben kiadott geográfiai szótárában így ír a faluról: „Remete (Felső), orosz f., Ungh vgyében, ut. p. Szobránczhoz északra 2 1/2 órányira: 52 romai, 207 gör. kath., 50 zsidó lak.. – Hegyes határ. Rengeteg erdőség. A faluhoz északra 2 kis órányira a Szninszki-Kamen hegynek legfelső tetején van egy tengerszem, vagy egy hegyi tó. Az ebből kiszakadó patak jó izű rákjairól és pisztrangjairól nevezetes, valamint arról is, hogy folyásában egy papiros-, 4 fürész-, számos liszt-malomra és vashámorra szolgáltat vizet. A vashámor a falun felül északra fekszik, s 257 r., 85 g. kath., 42 ev., 10 ref., 12 zsidó lakja. F. u. Sztáray, s m.”
A trianoni diktátumig Ung vármegye Szobránci járásához tartozott, majd az újonnan létrehozott csehszlovák államhoz csatolták. 1939 és 1945 között ismét Magyarország része.

## Népessége
| Év:            | 1994. | 2004.   | 2014.   | 2024.   |
| -------------- | ----- | ------- | ------- | ------- |
| Emberek száma: | 435   | 420     | 413     | 387     |
| Eltérés:       |       | -3,44 % | -1,66 % | -6,29 % |

| Év:            | 2023. | 2024.   |
| -------------- | ----- | ------- |
| Emberek száma: | 388   | 387     |
| Eltérés:       |       | -0,25 % |

1910-ben 442-en, többségében szlovák anyanyelvűek lakták, jelentős magyar kisebbséggel.
2003-ban 411 lakosa volt.
2011-ben 414 lakosából 390 szlovák volt.

## Nevezetességei
- Mihály arkangyal görögkatolikus temploma 1856-ban épült későklasszicista stílusban.